# Кузьмовщина
Кузьмовщина (бел. Кузьмаўшчына) — упразднённая деревня в Браславском районе Витебской области Беларуси.

## География
Урочище находится в западной части Витебской области, к востоку от озера Рудавец, на расстоянии приблизительно 12 километров (по прямой) к юго-востоку от города Браслав, административного центра района. Абсолютная высота — 166 метров над уровнем моря.

## История
По состоянию на 1905 год, в деревне проживало 87 человек (46 мужчин и 41 женщина). В административном отношении входила в состав Иодской волости Дисненского уезда Виленской губернии.
В 1921 году входила в состав гмины Йоды Дисенского повета Виленского воеводства Второй Польской республики. Числилось 102 жителя (49 мужчин и 53 женщины), проживавших в 24 домах. В этническом составе населения того периода поляки составляли 100 %. В конфессиональном составе населения преобладали старообрядцы (52 %), также были представлены православные христиане (28 %) и католики (20 %).